# Mount Zeppelin
Mount Zeppelin ist ein rund 850 m (nach Angaben des Advisory Committee on Antarctic Names etwa 1265 m) hoher Berg an der Danco-Küste des Grahamlands auf der Antarktischen Halbinsel. Er ragt 5 km südöstlich des Eckener Point auf.
Teilnehmer der Belgica-Expedition (1897–1899) des belgischen Polarforschers Adrien de Gerlache de Gomery kartierten ihn. Der Falkland Islands Dependencies Survey vermaß ihn zwischen 1957 und 1958. Das UK Antarctic Place-Names Committee benannte ihn 1960 nach dem deutschen Luftschiffpionier Ferdinand von Zeppelin (1838–1917).